# Philipp Klausberger
Philipp Klausberger (* 1981 in Steyr) ist ein österreichischer Rechtswissenschaftler.

## Leben
Er schloss 2004 das Studium der Rechtswissenschaften an der Universität Wien ab und war danach am Institut für Römisches Recht und Antike Rechtsgeschichte als Assistent tätig. Nach der Promotion im Jahr 2007 habilitierte er sich im Jahr 2019 mit einer Arbeit zum römischen Haftungsrecht. Seit Oktober 2019 ist er als post-doc am Institut für Römisches Recht und Rechtsgeschichte der Universität Innsbruck tätig. Zu seinen Forschungsschwerpunkten zählen das klassische Römische Recht, das moderne Zivilrecht sowie das Bank- und Kapitalmarktrecht.

## Schriften (Auswahl)
- mit Ernst Brandl: Recht für Imker:innen, 2. Auflage 2023
- Peter Apathy – Georg Klingenberg – Martin Pennitz, Einführung in das römische Recht. Unter Beteiligung von Philipp Klausberger und Markus Wimmer, 7. Auflage 2022
- Kommentierung von §§ 880a, 881 f ABGB Fenyves/Kerschner/Vonkilch (Hrsg.), 3. Auflage des von Dr. Heinrich Klang begründeten Kommentars zum Allgemeinen Bürgerlichen Gesetzbuch (2023) 1116–1252
- Kommentierung von §§ 828–838a ABGB in Fenyves/Kerschner/Vonkilch (Hrsg.), 3. Auflage des von Dr. Heinrich Klang begründeten Kommentars zum Allgemeinen Bürgerlichen Gesetzbuch (2022) 78–225
- Is iniuria autem occidere intellegitur, cuius dolo aut culpa id acciderit. Some Remarks on Gaius Teaching Tort Law, in: Folia Iuridica 99 (2022) 113–122
- Objektive und subjektive Zurechnungsgründe im klassischen römischen Haftungsrecht, Habilitationsschrift, Wien 2018, VI und 466 Seiten (Drucklegung in Vorbereitung)
- mit Ernst Brandl: Beiträge zu Brandl/Saria (Hrsg.), Großkommentar zum Wertpapieraufsichtsgesetz 2018
- Kommentierung der §§ 3, 3a und 4 KSchG in Keiler/Klauser (Hrsg.), Österreichisches und europäisches Verbraucherrecht – KSchG, FAGG und weitere Rechtsvorschriften, 5. Lieferung, Juli 2019, 74 Druckseiten
- Versionshaftung trotz Verlust? Nochmals zu D. 15.3.17 pr., in: Revue Internationale des droits de l’Antiquité 61 (2014, erschienen 2015), 217–227
- Contra bonos mores? Zur Sittenwidrigkeit sexueller Handlungen gegen Entgelt, in: Österreichische Notariatszeitung 2014, 400–406
- mit Nikolaus Benke: Kommentierung der §§ 22 f ABGB in Fenyves/Kerschner/Vonkilch (Hrsg.), 3. Auflage des von Dr. Heinrich Klang begründeten Kommentars zum Allgemeinen Bürgerlichen Gesetzbuch (2014), Verlag Österreich, Umfang 44 Druckseiten
- mit Christine Lehne und Philipp Scheibelreiter (Hrsg.): Disputationes Tirolenses. Tagungsband zum 7. Internationalen Treffen der Jungen Romanist(inn)en. Sramek, Wien 2014, ISBN 978-3-7097-0021-1.
- mit Kamila Staudigl-Ciechowicz, Ramon Pils, Philipp Scheibelreiter und Christoph Schmetterer (Hrsg.): Recht [durch] setzen. Making things legal. Gesetzgebung und prozessuale Wirklichkeit in den europäischen Rechtstraditionen (= Beiträge zur Rechtsgeschichte Österreichs Band 2/2, 2013). Verlag der österreichischen Akademie der Wissenschaften, Wien 2014, ISBN 978-3-7001-7595-7.
- Vom Tierdelikt zur Gefährdungshaftung – Überlegungen zur Haftungsstruktur bei der actio de pauperie und dem edictum de feris, in: Teoria e Storia del Diritto Privato – rivista internazionale on line Nr. IV (2011)
- Versum autem sic accipimus, ut duret versum? Bemerkungen zur actio de in rem verso zwischen Geschäftsführung und Bereicherung, in: Revue Internationale des droits de l’Antiquité Nr. 56 (2009, erschienen 2011), 75–90
- Zur Haftung Dritter für die Verbindlichkeiten Minderjähriger nach Ulpian D 4.4.3.4 und D 4.4.13 pr., in: Zeitschrift der Savigny-Stiftung für Rechtsgeschichte, Romanistische Abteilung, Nr. 124 (2007), 342–349